# Giáo dục Nhật Bản
Giáo dục Nhật Bản mang tính bắt buộc ở cả cấp tiểu học và trung học cơ sở. Hầu hết học sinh theo học tại trường công ở cấp trung học cơ sở, nhưng giáo dục dân lập lại phổ biến tại cấp trung học phổ thông và đại học.
Giáo dục trước tiểu học được cung cấp tại các trường mẫu giáo và trung tâm chăm sóc ban ngày. Các trung tâm chăm sóc ban ngày công và tư thục đón nhận trẻ từ dưới 1 tuổi đến 5 tuổi. Các chương trình dành cho trẻ từ 3-5 tuổi giống với trẻ ở trường mẫu giáo. Cách tiếp cận giáo dục tại trường mầm non thay đổi rất nhiều từ những môi trường phi cấu trúc tập trung vào việc vui chơi cho đến những môi trường cấu trúc cao tập trung vào việc đưa trẻ vượt qua kì thi tuyển vào trường tiểu học tư thục. Năm học bắt đầu từ tháng 4 và kết thúc vào tháng 3, có kì nghỉ hè vào tháng 8 và kỳ nghỉ đông vào cuối tháng 12 đến đầu tháng 1 năm sau. Bên cạnh đó cũng có vài ngày nghỉ lễ giữa năm học.
Sinh viên Nhật Bản luôn xếp hạng cao trong số các sinh viên giữa các sinh viên OECD về chất lượng và hiệu quả trong các việc đọc sách văn, toán và Khoa học. Học sinh trung bình đạt 540 điểm trong phần thi đọc hiểu văn, toán và khoa học trong Chương trình đánh giá Sinh viên Quốc tế (PISA) của OECD và Nhật Bản có một trong những lực lượng lao động được đào tạo tốt nhất trong khối nước OECD. Những người trưởng thành tốt nghiệp đại học, đặc biệt về ngành khoa học và kĩ thuật được hưởng lợi kinh tế và xã hội từ việc giáo dục và kĩ năng của họ trong nền kinh tế công nghệ cao của Nhật Bản. Mặc dù chi tiêu của mỗi sinh viên khá cao tại Nhật Bản, tổng chi tiêu so với GDP vẫn còn nhỏ. Năm 2015, chi tiêu công của Nhật Bản cho giáo dục chỉ chiếm 3,5% GDP, thấp hơn mức trung bình của OECD là 4,7%.